# Омер (местный совет)
Омер (ивр. עומר‎) — местный совет в Южном округе Израиля. Его площадь составляет 20 126 дунамов. Фактически является зажиточным пригородом Беер-Шевы.
На данном месте предпринималось несколько попыток основать поселение, начиная с 1949 года, когда демобилизовавшимися бойцами Пальмаха был основан кибуц Хеврона.
К западу от шоссе находятся средняя школа и промышленный парк высоких технологий.

## Население
По данным Центрального статистического бюро Израиля, население на начало 2020 года составляло 7 530 человек.
График роста населения Омера:
Естественный прирост населения — 0,6 %.
76,0 % учеников получают аттестат зрелости.
Средняя зарплата на 2007 год — 12 414 шекелей.